# Asobal
Asobal (Eigenschreibweise ASOBAL, vollständiger Name: Asociación de Clubes Españoles de Balonmano, deutsch: Verband spanischer Handballvereine) ist ein gemeinnütziger spanischer Sportverband. Er organisiert im Auftrag der Real Federación Española de Balonmano (RFEBM), des spanischen Handballverbands, die nationalen Männer-Handballwettbewerbe Liga Asobal, Copa Asobal und Copa del Rey.

## Geschichte
Die Asociación de Clubes Españoles de Balonmano (Asobal) wurde am 18. Mai 1984 gegründet. Die Real Federación Española de Balonmano (RFEBM) betraute den Verband mit der Organisation der höchsten spanischen Liga (heute: Liga Asobal, damals noch División de Honor) und des Ligapokals (Copa Asobal). Seit 1991 organisiert die Asobal auch den nationalen Pokalwettbewerb (Copa del Rey); von 1985 bis zur letzten Austragung im Jahr 2021 organisierte die Asobal auch den spanischen Supercupwettbewerb (Supercopa).
Im Jahr der Gründung des Verbands gehörten ihm zehn Vereine an: BM Tres de Mayo Tenerife, BM Atlético de Madrid, BM Granollers, BM Tecnisán Alicante, CD Beti Onak, CD Cajamadrid Corona, Elgorriaga Bidasoa, FC Barcelona, GD Teka, Málaga Balonmano, Michelín Valladolid, Naranco Oviedo und Teucro Caja Pontevedra.
Die Mitgliedschaft in der Asobal ist für Erstligavereine nicht vorgeschrieben. Tatsächlich aber sind alle 16 in der Saison 2022/23 spielenden Vereine aktuell Mitglieder der Asobal.

## Auftrag
Die Asobal definiert in ihrer Satzung als Ziele:
- Förderung und Ermutigung aller Aktivitäten im Zusammenhang mit dem Handball, die zu seinem Fortschritt und seiner Entwicklung beitragen,
- Organisation von Meisterschaften, Wettbewerben, Wettkämpfen und Sportveranstaltungen, auch unter Beteiligung der RFEBM und lokaler Verbände,
- Wahrnehmung der Interessen und Rechte der Mitgliedsvereine,
- Teilnahme der Mitgliedsvereine an offiziellen Wettbewerben,
- Vertretung der Mitgliedsvereine vor internationalen Sportinstitutionen,
- Kontroll- und Aufsichtsfunktionen gegenüber den Mitgliedsvereinen auf Basis der Gesetze, der Vereinssatzung und Verordnungen sowie
- Kontrolle der wirtschaftlichen Verhältnisse der Mitgliedsvereine.

## Wettbewerbe
Die Asobal ist Organisator der Wettbewerbe Liga Asobal und Copa del Rey.
Bis zur letzten Austragung 2021 organisierte sie auch die Supercopa. Von 1990 bis 2022 organisierte die Asobal für die RFEBM die Austragungen der Copa Asobal.

## Präsidenten
- 2003–2006 Miguel Roca Mas

## Ehrungen
Die Asobal initiierte im Jahr 2024 die Hall of Fame Asobal.

## Kooperationspartner
Als Kooperationspartner treten Wirtschaftsunternehmen auf. Nach dem Hauptsponsor werden in der Regel auch die Wettbewerbe benannt.
Namenssponsor war von Februar 2020 bis Oktober 2022 das Bauunternehmen Sacyr, ab November 2022 war es das Energieunternehmen Plenitude; dementsprechend hieß die erste Liga Liga Plenitude Asobal.

## TV-Rechte
Die Rechte für Übertragungen der Spiele vergab die Asobal an LaLiga.